# تعریف‌نشده‌ها
اصطلاح تعریف‌نشده (به انگلیسی: Undefined)در ریاضیات به یک مقدار، تابع یا عبارت دیگر اشاره می‌کند که نمی‌توان آن را در یک سیستم رسمی خاص به آن معنا داد.
تلاش برای تخصیص یا استفاده از یک مقدار تعریف نشده در یک سیستم رسمی خاص، ممکن است نتایج متناقض یا بی معنی در آن سیستم ایجاد کند. در عمل، ریاضیدانان ممکن است از اصطلاح تعریف نشده استفاده کنند تا هشدار دهند که یک محاسبه یا ویژگی خاص می‌تواند نتایج ناهماهنگی از نظر ریاضی ایجاد کند ، و بنابراین، باید از آن اجتناب کرد.